# Great job machine

L'expression anglaise Great job machine est utilisée pour désigner l'économie des États-Unis qui crée des emplois presque aussi rapidement que sa population augmente. Ainsi, si depuis 1980, les États-Unis ont eu des performances économiques supérieures de 50 % à celles de l'Union européenne, l'emploi a progressé 12 fois plus rapidement.
La croissance américaine a toujours créé un grand nombre d'emplois, même en période de crise.

## Corrélation entre population active et emploi
De 1945 à 1980, la population active a augmenté de 1,8 % par an, puis dans les années 1990 de 1,3 % par an. Parallèlement le taux d'emploi est passé de 56 % en 1960 à 66 % en 2003.

## Une population active croissante
Il y a plusieurs explications à la croissance de la population active :
- le baby boom
- la reprise de l'immigration depuis les années 1970
- l'arrivée massive des femmes sur le marché du travail.

De plus, le marché du travail présente deux spécificités par rapport à l'Europe :
- un niveau d'activité plus élevé avec 66 % des Américains en âge de travailler contre 58 % en France
- un taux d'activité supérieur pour les plus de 65 ans et les jeunes (car moins de protections sociales).

## Le secteur tertiaire le plus important au monde
La création d'emplois ne s'est pas faite dans tous les secteurs d'activités :
- le secteur primaire (avec l'agriculture notamment) a quasiment disparu : 8,5 % des actifs en 1960 → 2 % en 2003[1]
- le secteur secondaire (industrie) a fortement diminué : 33,5 % en 1960 → 19,6 % en 2003

Dans le secteur secondaire les industriels préfèrent allonger la durée du travail (1950 heures par an contre 1560 en Allemagne) et payer des heures supplémentaires plutôt que d'embaucher de nouveaux ouvriers.
C'est le secteur tertiaire qui a créé le plus d'emplois depuis les années 1950 (déjà 53 % des actifs à l'époque). En 2003 il occupe 78 % de la population active, soit le taux le plus élevé du monde.
Le tertiaire est un ensemble hétérogène où se dégagent 3 groupes :
- les services aux particuliers (santé, restauration…) fortement créateurs d'emplois
- les services aux entreprises, les banques, les services juridiques… moyennement créateurs d'emplois
- la culture, l'enseignement, le commerce, faiblement créateurs d'emplois.

## Les facteurs de la création d'emplois
Tout d'abord les facteurs de la croissance numérique du secteur tertiaire sont multiples :
- déplacement de la consommation des ménages vers les services
- développement des secteurs de l'information et de l'informatique
- dérèglementation facilitant la création de PME peu capitalistiques et à main-d'œuvre peu coûteuse
- faiblesse des gains de productivité de ce secteur.

Ensuite, à côté d'un noyau dur et stable de main-d'œuvre, l'économie dispose d'un important réservoir constitué de personnels non qualifiés permettant aux entreprises d'embaucher à faible coût et sans contrainte : femmes (2/3 des emplois temporaires et précaires), jeunes de moins de 20 ans (6 % de la population active), clandestins (secteur informel).
Enfin, l'externalisation des activités offre des possibilités d'emploi très qualifiés (entreprises spécialisées dans le marketing ou l'audit par exemple).

## Les limites de ce modèle économique
- Dualité et précarisation de l'emploi.
- Une faible croissance de la productivité sur le long terme.